# Dan Abnett
Dan Abnett (12 de octubre de 1965) es un escritor y guionista de cómic británico. Es conocido por sus trabajos en el mundo del cómic desde principios de los 90 tanto para Marvel Comics y su filial en el Reino Unido, Marvel UK, como para DC Comics, medio este en el que son frecuentes sus colaboraciones con su compañero escritor Andy Lanning. Probablemente la faceta de su obra más conocida sean sus novelas y novelas gráficas ambientadas en el universo de Warhammer y Warhammer 40.000 para la editorial Black Library, filial de Games Workshop, que incluyen varias sagas y docenas de títulos y de las que se habían vendido unas 1.150.000 copias hasta mayo de 2008. En 2009 publicó su primera novela de ficción original de nombre Angry Robot a través de la editorial HarperCollins.

## Inicios
Abnett se graduó en St Edmund Hall, Oxford en 1984.

## Obra
Abnett es uno de los autores más prolíficos en el famoso cómic de ciencia ficción 2000 AD, siendo responsable de la creación de una de sus series más conocidas y de mayor duración, Sinister Dexter. Otras creaciones originales incluyen Black Light, Badlands, Atavar, Downlode Tales, Sancho Panzer, Roadkill y Wardog. Abnett también ha aportado historias a algunas de los series más importantes de 2000 AD incluyendo Judge Dredd, Durham Red y Rogue Trooper.
Su trabajo para Marvel incluye arcos argumentales y números en Death's Head 2, Battletide, Los Caballeros de Pendragon (todas ellas series creadas por Abnett en colaboración con otros autores), Punisher, Máquina de Guerra, Aniquilación: Nova y varios títulos de la franquicia de los X-Men.
En DC es reconocido por su relanzamiento en el año 2000 de la Legión de Super-Héroes mediante la serie limitada Legion Lost y la posterior serie de larga duración The Legion. A partir de estas obras en DC sus colaboraciones con Andy Lanning se vuelven habituales, sobre todo en trabajos para cómic, pasando dicho dúo a ser conocido en la industria como DnA.
También ha escrito novelas enmarcadas en el universo de Warhammer 40.000 (dentro del género de la ciencia ficción militar) que incluyen la serie Fantasmas de Gaunt, las trilogías sobre la Inquisición Eisenhorn y Ravenor y más recientemente algunos de los títulos de la serie La Herejía de Horus incluyendo el primero de la colección, Horus, señor de la guerra. También ha escrito varias novelas ambientadas en el mundo de Warhammer Fantasy, la mayoría pertenecientes a la saga de Las Crónicas de Malus Darkblade. Su obra incluye también una novela en 2007 para la secuela de Doctor Who, Torchwood, llamada Border Princess.
En 1994, escribió un cómic promocional para la inauguración de la montaña rusa Nemesis en Alton Towers.
Durante la última década su carrera ha estado cada vez más orientada al mundo del cómic sin dejar de lado su producción como escritor. Aparte de participar en algunas de las series de 2000 AD, comenzó Black Atlantic en la Judge Dredd Megazine, publicación hermana de la mencionada 2000 AD y ya en 2008 tomó el control de The Authority como parte del relanzamiento de los títulos centrales de la editorial Wildstorm mediante el evento World's End.
Además, Abnett ha trabajado mucho en los personajes "cósmicos" de Marvel. Él y Andy Lanning aumentaron su protagonismo tras sus trabajos en Aniquilación: Nova y Nova y pasaron a dirigir el siguiente gran evento de la editorial, Aniquilación: Conquista. Al respecto comentaron "se nos acercó Andy Schmidt, quien editó el primer Aniquilación y nos pidió que dirigiéramos el siguiente crossover que sería editado por Bill Rosemann". Al final terminaron escribiendo el Prólogo, los cruces de Nova con el evento y la serie limitada principal de Aniquilación: Conquista. Los personajes de esta serie pasaron a formar el núcleo de los nuevos Guardianes de la Galaxia.
Abnett escribió el guion para la película CGI Ultramarines: A Warhammer 40,000 Movie de Games Workshop y Codex Pictures, cuyo lanzamiento se produjo el 13 de diciembre de 2010.

### Ficción original
El 19 de marzo de 2009, la editorial  HarperCollins, especializada en ficción, fantasía y horror, anuncio la adquisición de tres títulos de ficción original de Abnett. El comunicado de prensa de Angry Robot anunció:

Las tres novelas para Angry Robot permitirán a Abnett hacer uso de sus fortalezas como escritor. Su inclinación por construir amplios mundo repletos de imaginación y encantadores personajes pasa a primer plano en TRIUMFF: HER MAJESTY’S HERO, una historia de capa y espada llena de rivalidades basada en una realidad alternativa, una versión distorsionada de nuestro presente con Isabel XXX en el trono que da lugar a una nueva era Isabelina de exploración y maravillas. Su publicación tendrá lugar en octubre de 2009 en el Reino Unido y los Estados Unidos.

Al año siguiente veremos dos novelas ambientadas en el mismo perturbador y bélico futuro. EMBEDDED envía a un reportero a la línea del frente de una distante guerra planetaria en un chip en la cabeza de un veterano de guerra. Cuando el soldado es asesinado el periodista debe utilizar todos sus recursos para regresar a casa seguro, transmitiendo en vivo todo el camino de regreso.